# Dawn of the Dragonstar
Dawn of the Dragonstar je třetí studiové album švédské powermetalové hudební skupiny Twilight Force. Vydáno bylo 16. srpna 2019 prostřednictvím společnosti Nuclear Blast. Na této desce začala skupina pracovat již v roce 2017, o rok později pak začalo nahrávání již s novým zpěvákem Alessandrem Contim (Allyon), který se ke skupině ten rok připojil jako náhrada za předchozího vokalistu.

## Seznam skladeb
1. Dawn of the Dragonstar
2. Thundersword
3. Long Live the King
4. With the Light of a Thousand Suns
5. Winds of Wisdom
6. Queen of Eternity
7. Valley of the Vale
8. Hydra
9. Night of Winterlight
10. Blade of Immortal Steel

## Obsazení
- Allyon – zpěv
- Lynd – kytara
- Aerendir – kytara
- Borne – baskytara
- Blackwald – klávesy
- De'Azsh – bicí[4]